# شهرستان مید (داکوتای جنوبی)
شهرستان مید، داکوتای جنوبی (به انگلیسی: Meade County, South Dakota) یک سکونتگاه مسکونی در ایالات متحده آمریکا است که در داکوتای جنوبی واقع شده‌است.

## خصوصیات
شهرستان مید ۹٬۰۲۰ کیلومترمربع مساحت دارد.